# Zitsa
Zitsa (tiếng Hy Lạp: ?) là một khu tự quản ở vùng Íperos, Hy Lạp. Khu tự quản Zitsa có diện tích 566 km², dân số theo điều tra ngày 18 tháng 3 năm 2001 là 14923 người.